# Carlo, Cokxxx, Nutten
Carlo, Cokxxx, Nutten è il primo album in collaborazione dei due rapper tedeschi Bushido e Fler. L'album è uscito il 21 ottobre del 2002 attraverso l'etichetta discografica Aggro Berlin. Nel 2009 è uscito il sequel Carlo, Cokxxx, Nutten 2.

## Contenuto
Carlo, Cokxxx, Nutten è considerato in Germania insieme al disco Vom Bordstein bis zur Skyline uno dei album più influenti del Gangsta rap tedesco.
L'album musicalmente parla soprattutto di traffico di droga, prostituzione e la vita nel Ghetto. Nel disco i due rapper si presentano frequentemente attraverso gli pseudonimi Sonny Black (Bushido) e Frank White (Fler).

## Produzione
Il disco è stato prodotto interamente da Bushido con l'utilizzo di un MPC (Music Production Center) e DJ Ilan che ha mixato alcune tracce.

## Tracce
| #  | Titolo                            | Featuring     | Produttore        | Durata |
| -- | --------------------------------- | ------------- | ----------------- | ------ |
| 1  | Intro, Electro, Ghetto            | Billy13       | Bushido           | 2:10   |
| 2  | Cordon Sport Massenmord           |               | Bushido           | 3:46   |
| 3  | Yo, Peace Man!                    |               | Bushido & DJ Ilan | 3:48   |
| 4  | Miami Skit                        |               | Bushido           | 0:49   |
| 5  | Badewiese                         |               | Bushido & DJ Ilan | 3:58   |
| 6  | Carlo, Cokxxx, Nutten (Solo Fler) |               | Bushido           | 3:26   |
| 7  | Warum?                            | B-Tight       | Bushido & DJ Ilan | 3:44   |
| 8  | Dein Leben                        |               | Bushido           | 3:36   |
| 9  | Geh nach Hause                    |               | Bushido           | 3:34   |
| 10 | Drogen, Sex, Gangbang             | King Orgasmus | Bushido & DJ Ilan | 4:05   |
| 11 | Cokxxx Skit                       |               | Bushido           | 1:02   |
| 12 | Boss (Solo Bushido)               |               | Bushido           | 3:36   |
| 13 | Wer will Krieg?                   |               | Bushido & DJ Ilan | 4:00   |
| 14 | Schau mich an (Solo Bushido)      |               | Bushido           | 4:10   |
| 15 | Behindert                         |               | Bushido           | 3:44   |
| 16 | Sag nicht …                       | D-Bo          | Bushido & DJ Ilan | 3:44   |
| 17 | Outro                             |               |                   | 0:09   |